# Liste von Kunstwerken im öffentlichen Raum in Dorsten
Die Liste von Kunstwerken im öffentlichen Raum in Dorsten gibt einen Überblick über Kunst im öffentlichen Raum, unter anderem Skulpturen, Plastiken, Landmarken und andere Kunstwerke in Dorsten, Kreis Recklinghausen. Es besteht kein Anspruch auf Vollständigkeit.

## Kunstwerke in Dorsten
| Bezeichnung                          | Standort                                                  | Koordinate                      | errichtet | Künstler                            | Anmerkungen | Bild |
| ------------------------------------ | --------------------------------------------------------- | ------------------------------- | --------- | ----------------------------------- | --- | ---- |
| Skulptur am Flugplatz                | Im Ovelgünne, Flugplatz Dorsten                           | 51° 39′ 42,7″ N, 6° 58′ 42,2″ O |           | Prof. Brandenburg                   | Metallplastik auf Ziegelsockel |      |
| Skulptur                             | Am Recklinghäuser Tor                                     | 51° 39′ 36,9″ N, 6° 58′ 3,4″ O  | 2004      | Martin Steiner                      | Edelstahlskulptur aus ineinandergeschobenen Quadern. Gewicht: 2,2 t |      |
| Zueinander – Miteinander             | Am Rathaus                                                | 51° 40′ 12,3″ N, 6° 58′ 7,1″ O  | 2010      | Hans Kloss                          | Edelstahl |      |
| Steinsäule                           | Vor dem Ursulinenkloster                                  | 51° 39′ 42,9″ N, 6° 57′ 56,4″ O |           | Christoph Wilmsen-Wiegmann          | |      |
| Die Gebärende                        | Düppelstraße                                              | Koordinaten fehlen! Hilf mit.   |           | Antonio Filippin                    | Waschbeton |      |
| Marienfigur                          | Hausgiebel, Marktplatz Nordseite / Lippestraße            | 51° 39′ 37,6″ N, 6° 57′ 50,1″ O |           | Ignatius Johann Stracke             | Ignatius Johann Stracke (1789–1864) war der Begründer einer Bildhauerdynastie. |      |
| Sr. Paula-Brunnen                    | Marktplatz vor dem Alten Rathaus (Stadtwaage)             | 51° 39′ 37,7″ N, 6° 57′ 53,2″ O | 1962      | Tisa von der Schulenburg            | Auf dem Sr. Paula-Brunnen vor dem Alten Rathaus ist die Stadtgeschichte Dorstens dargestellt. Er wurde 1962 von der Ursuline Sr. Paula (Tisa von der Schulenburg) entworfen und zum Teil selbst geschaffen.                                                     |      |
| Stirnberg-Brunnen                    | Marktplatz                                                | 51° 39′ 36,9″ N, 6° 57′ 50,4″ O | 1986      | Bonifatius Stirnberg                | An den vier Ecken des 1986 aufgestellten Stirnberg-Brunnen sind Szenen aus der Dorstener Geschichte dargestellt. Schiffsbau, Stadtrechte, Verteidigung und Bergbau.                                                                                             |      |
| Granatapfelbrunnen                   | Lippestraße 5, Am Franziskanerkloster                     | 51° 39′ 39,6″ N, 6° 57′ 48″ O   | 1979      |                                     | |      |
| Schaf, Bauer und Bürger              | Essener Straße                                            | 51° 39′ 33,8″ N, 6° 57′ 50,6″ O | 1988      | Ulrike Enders                       | Das Denkmal „Schaf, Bauer und Bürger“ erinnert an den Brauch des „Schafholens“. Die Dorstener Schützen kamen den Bauern bei der Belagerung 1585 zur Hilfe. Zum Dank wurde ihnen alle 7 Jahre ein Schaf versprochen – was jedoch nicht immer freiwillig geschah. |      |
| Gedenktafeln am Ehrenmal             | Westwall, Stadtmauer am Ehrenmal                          | 51° 39′ 34,9″ N, 6° 57′ 46,3″ O |           | Tisa von der Schulenburg            | 6 Bronzetafeln erinnern an die Gefallenen, Vermissten und Heimatvertriebenen der Kriege von 1806 bis 1945 |      |
| Esel                                 | Gahlener Straße / Hafenstraße                             | 51° 39′ 34,2″ N, 6° 57′ 25,6″ O |           | Rainer Kuehn                        | Rainer Kuehns Skulptur erinnert an den Gahlenschen Kohlenweg. Mit Eseln und Pferdekarren wurde die Kohle vom Ruhrtal zum Kohlenhaus nach Gahlen transportiert und dort verschifft                                                                               |      |
| Kriegerdenkmal                       | Hervest, Halterner Straße                                 | 51° 40′ 11,7″ N, 6° 58′ 37,6″ O | 1931      | Prof. G. A. Bredow, A. Brand-Setter | Bronze, nackter Jüngling mit Adler |      |
| Bürgerskulptur                       | Handwerkshof in Wulfen-Barkenberg                         | 51° 43′ 46,9″ N, 7° 2′ 45,7″ O  | 2012      | Rainer Kühn und Dorstener Bürger    | Skulpturengruppe aus 10 Steinen mit verschiedenen Motiven |      |
| Hurry up, boy! – Beeile dich, Junge. | Bahnhof Dorsten                                           | 51° 39′ 29″ N, 6° 58′ 13,6″ O   | 2014      | David Hufschmidt, Ingo Ahlborn      | Street-Art, Gestaltung des Dorstener Bahnhofs |      |
| Kohlenstele                          | Gahlenscher Kohlenweg                                     | 51° 39′ 40″ N, 6° 55′ 41″ O     | 2008      | Hermann J. Kassel                   | |      |
| Dyna Trapass                         | Hetkerbruch, Brücke über den Midlicher Mühlenbach, Wulfen | 51° 43′ 38″ N, 7° 1′ 29″ O      | 1979–1980 | Friederich Werthmann                | Remanit dynamisiert, 350 × 200 × 313 cm |      |
| Brunnen Wulfen                       | Wulfener Markt 5, Am Gemeinschaftshaus, Wulfen            | 51° 43′ 34″ N, 7° 1′ 46″ O      | 1986      | Friederich Werthmann                | Remanit dynamisiert, 35 × 125 × 125 cm |      |